# Frank MacQuarrie
Frank MacQuarrie, nato Frank Michael MacQuarrie (San Francisco, 27 gennaio 1875 – Los Angeles, 25 dicembre 1950), è stato un attore statunitense la cui carriera cinematografica si svolse tutta negli anni dieci del Novecento.
Era uno dei quattro fratelli MacQuarrie (Albert, George, Murdock e Frank) tutti attori che, come lui, lavorarono all'epoca del muto.

## Filmografia
- The Black Box, regia di Otis Turner - serial cinematografico (1915)
- Jane's Declaration of Independence, regia di Charles Giblyn - cortometraggio (1915)
- Graft, regia di George Lessey, Richard Stanton - serial cinematografico (1915)
- The Pool of Flame, regia di Otis Turner (1916)
- Two Men of Sandy Bar, regia di Lloyd B. Carleton (1916)
- The Secret of the Swamp, regia di Lynn Reynolds (1916)
- From Broadway to a Throne, regia di William Bowman (1916)
- The Voice on the Wire, regia di Stuart Paton - serial cinematografico (1917)
- The Boss of the Lazy Y, regia di Clifford Smith (1917)
- The Field of Honor, regia di Allen J. Holubar (1917)
- The Charmer, regia di Jack Conway (1917)
- A Stormy Knight, regia di Elmer Clifton (1917)
- Flirting with Death, regia di Elmer Clifton (1917)
- The Man Trap, regia di Elmer Clifton (1917)
- The Maternal Spark, regia di Gilbert P. Hamilton (1917)
- The High Sign, regia di Elmer Clifton (1917)
- The Flash of Fate, regia di Elmer Clifton (1918)
- Wolves of the Border, regia di Clifford Smith (1918)
- Madame Sphinx, regia di Thomas N. Heffron (1918)
- The Girl of My Dreams, regia si Louis Chaudet (1918)
- Whitewashed Walls, regia di Park Frame (1919)
- Loot, regia di William C. Dowlan (1919)
- Under Suspicion, regia di William C. Dowlan (1919)